# Buick Riviera
Buick Riviera — це персональний автомобіль класу люкс, що виготовлявся компанією Buick з 1963 по 1999 рік. GM вперше увійшов у цю престижну нішу, а Рив'єру високо оцінили автомобільні журналісти під час свого масштабного дебюту. Хоча ранні моделі залишалися близькими до оригінальної форми, вісім наступних поколінь істотно варіювалися протягом тридцятирічного терміну виробництва Рив'єри. Всього було виготовлено 1,122,661 автомобілів.
Назва "Рив'єра" була використана компанією Buick з початку 1950-х років для різних престижних версій існуючих моделей. Стильний дизайн, який почався в 1963 році, став першою унікальною моделлю "Рив'єра" компанії Buick, яка стала першою моделлю збудованою на платформі GM E. Назва Рив'єра була відновлена для концепт-карів, які демонструвалися на автосалонах у 2007 та 2013 роках, сподіваючись повернути марку.

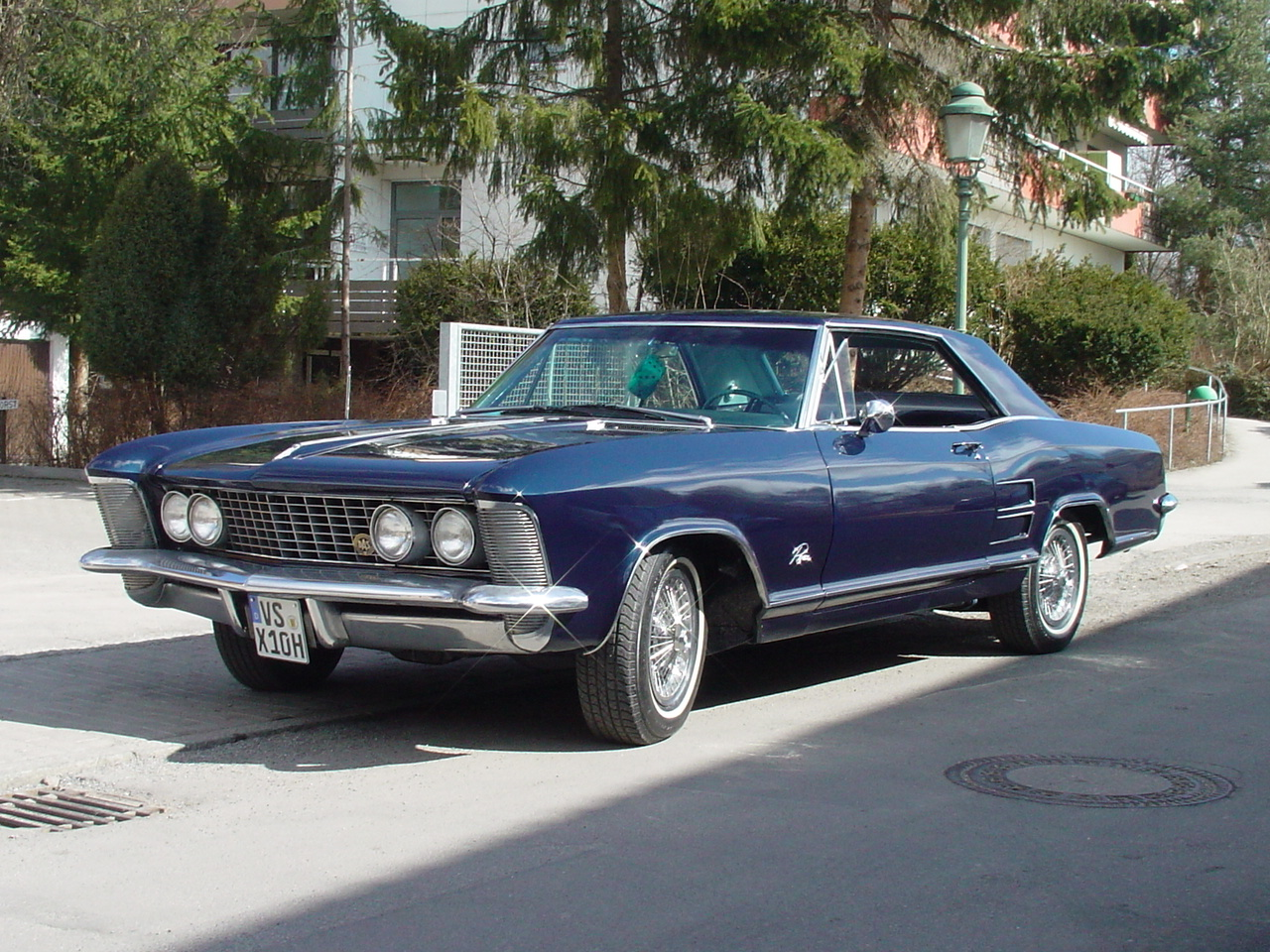
Buick Riviera 1 (1963–1965)
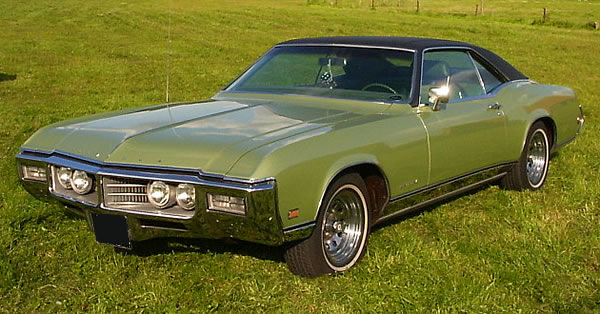
Buick Riviera 2 (1966–1970)
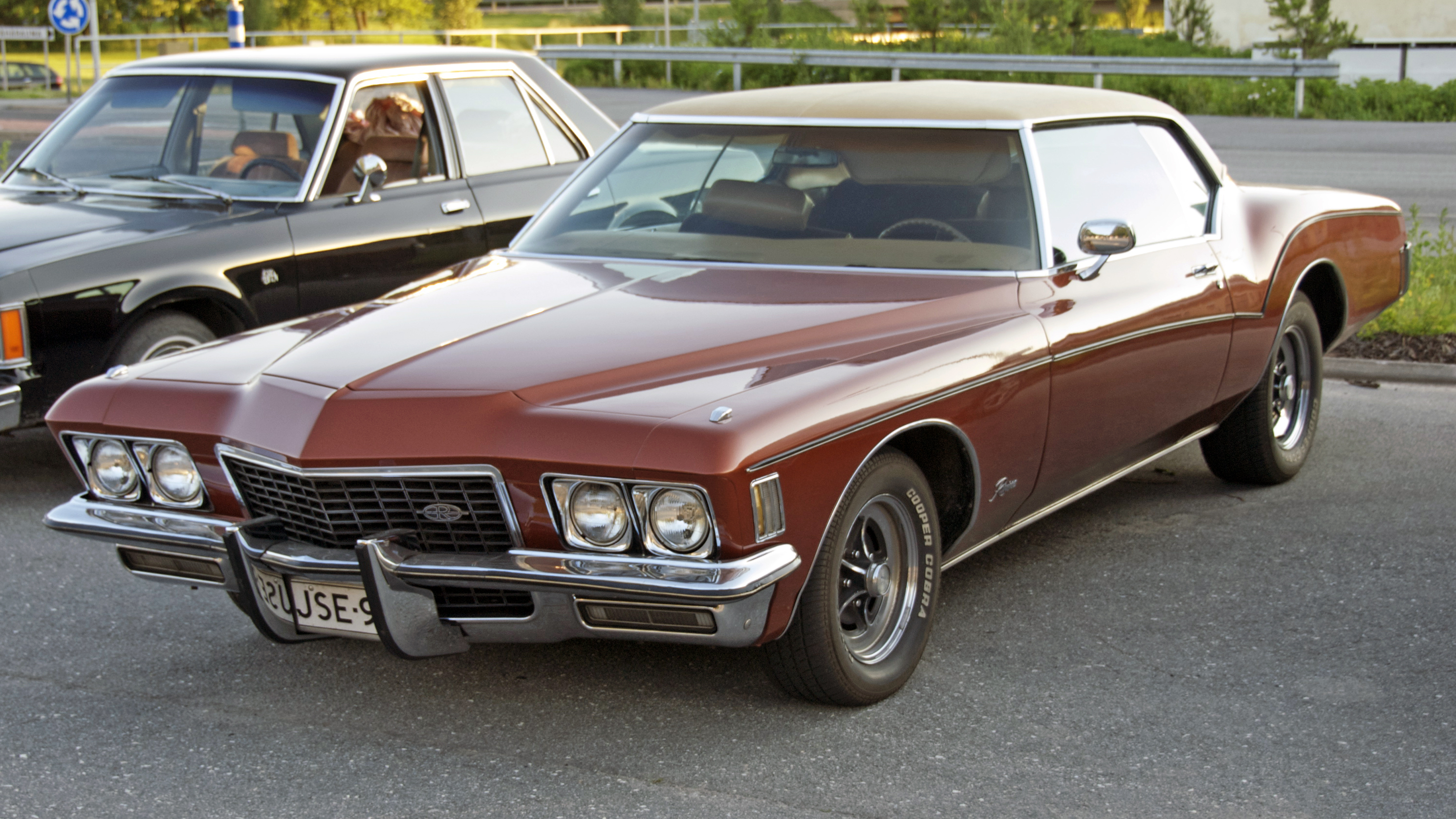
Buick Riviera 3 (1971–1973)
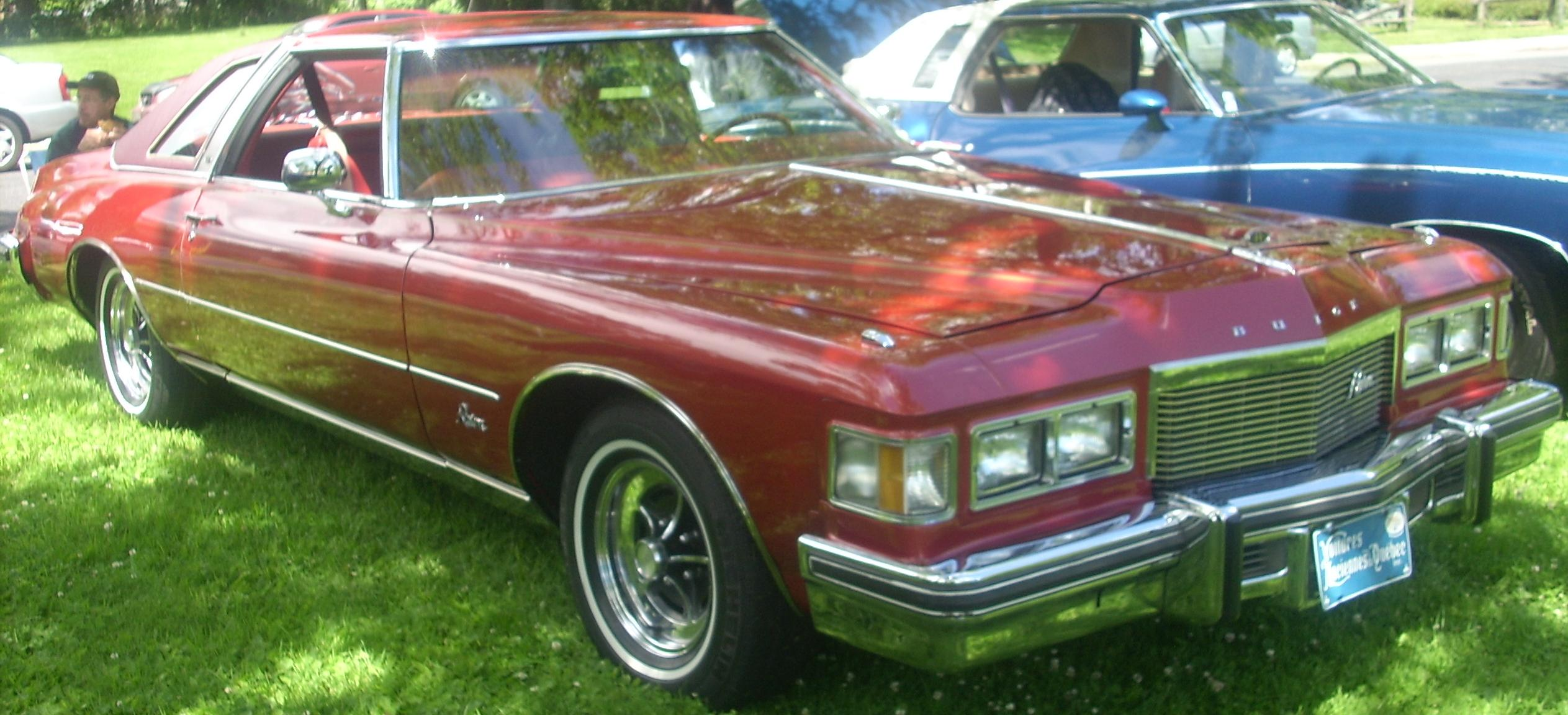
Buick Riviera 4 (1974–1976)
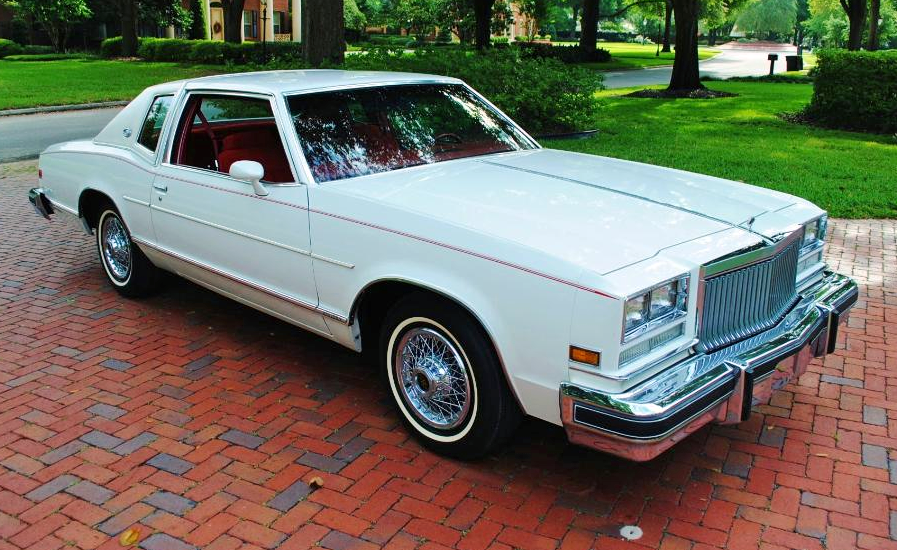
Buick Riviera 5 (1977–1978)
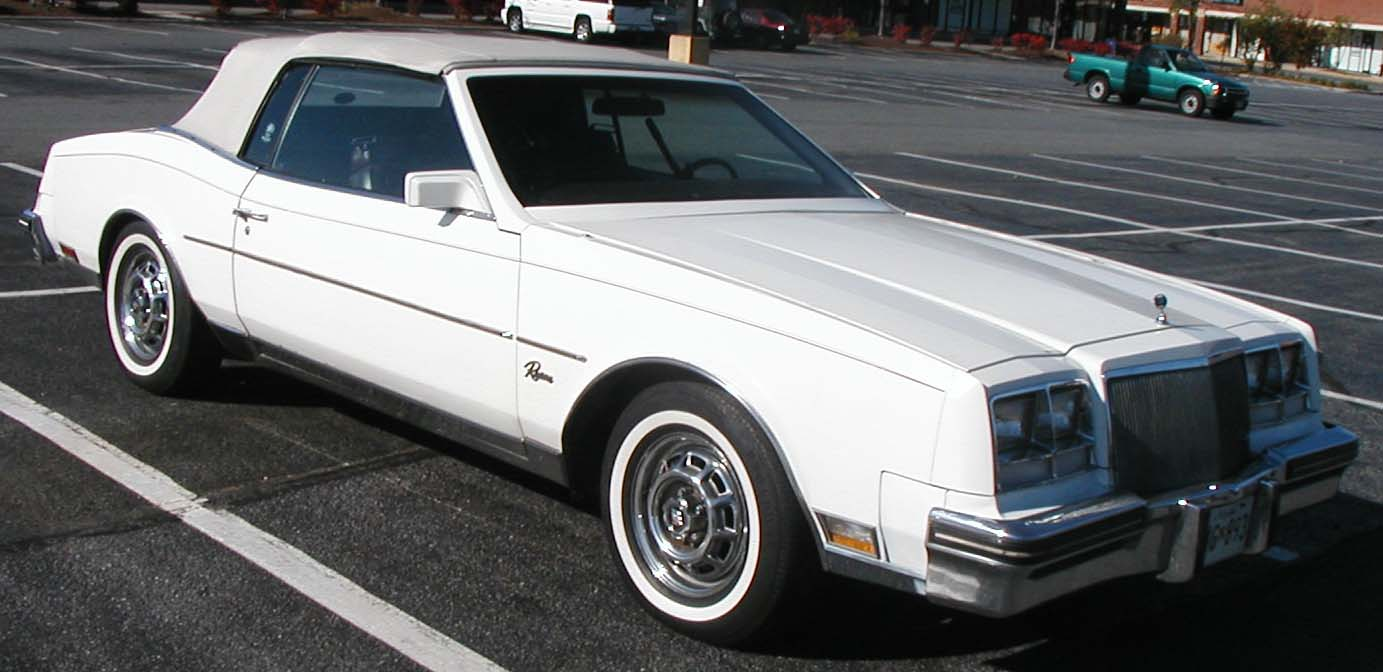
Buick Riviera 6 (1979–1985)
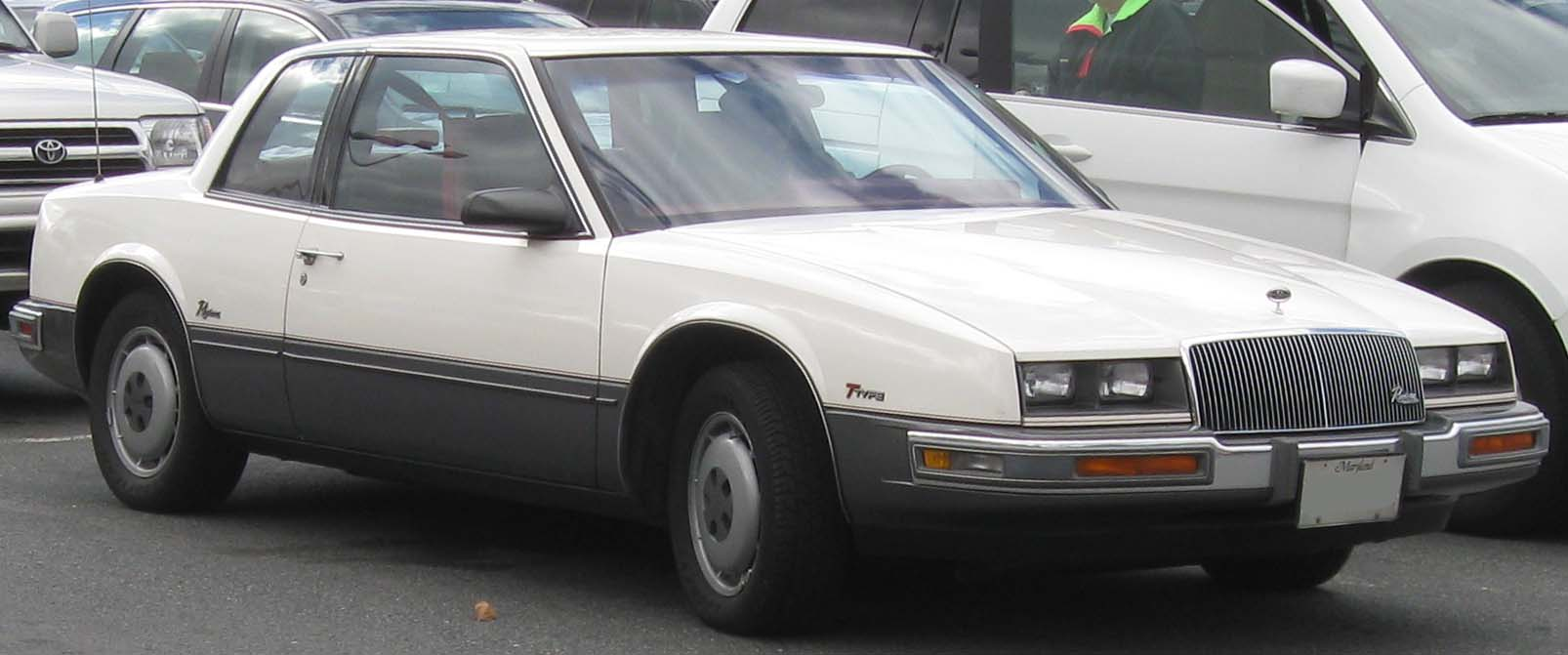
Buick Riviera 7 (1986–1993)

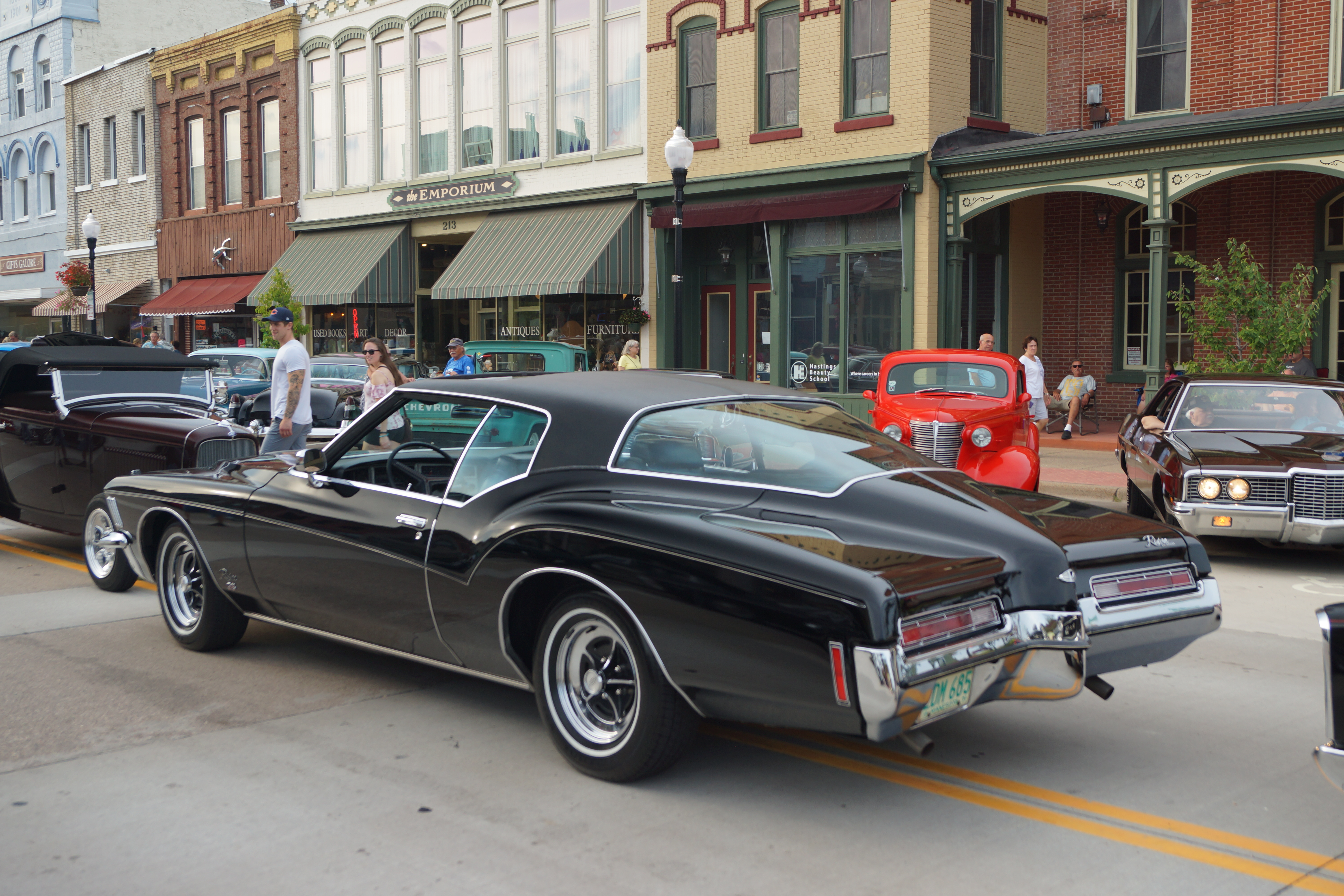
1972 Buick Riviera

## Buick Riviera 8 (1995–1999)

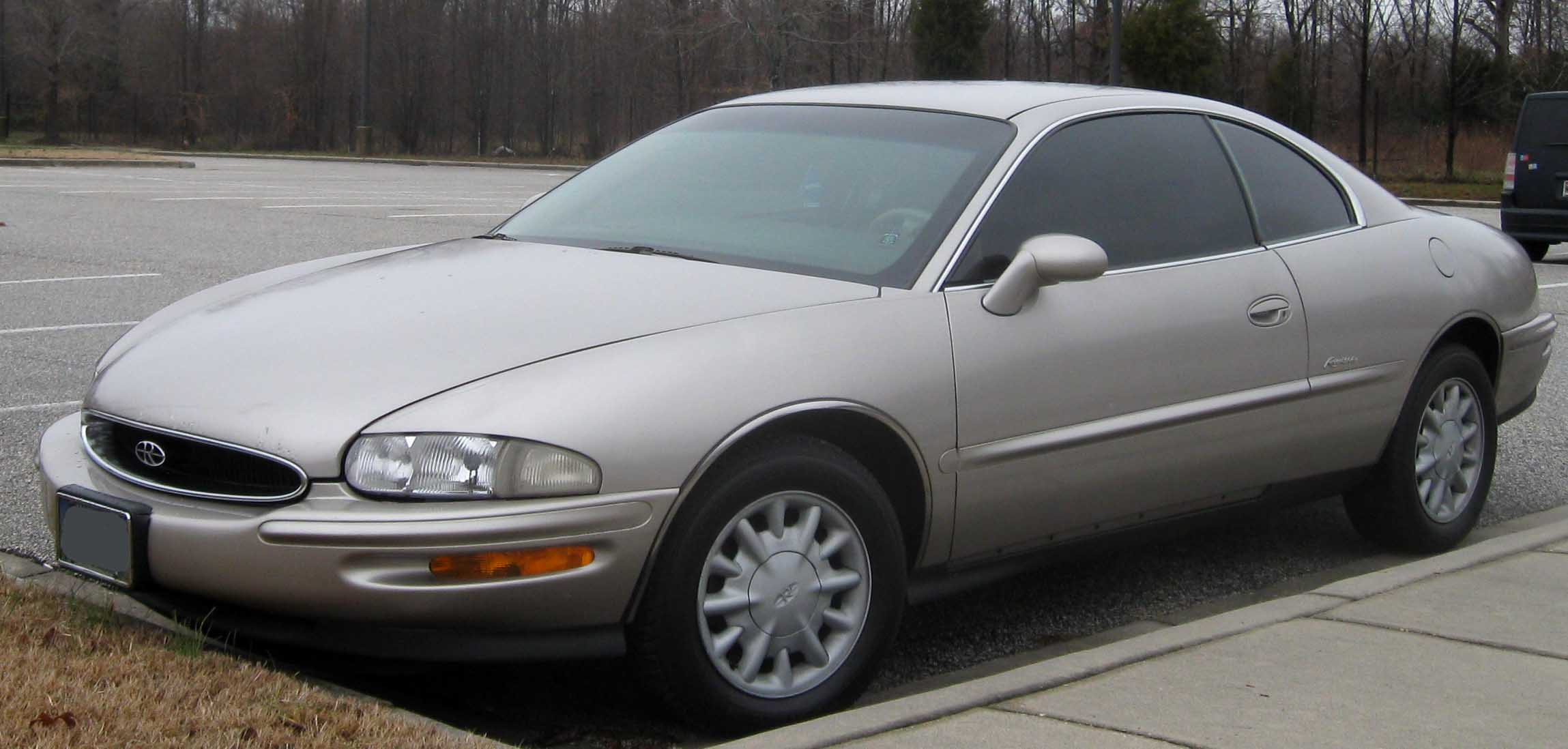
Buick Riviera 8 (1995–1999)

Після перерви в 1994 році, Рив'єра повернулася в 1995 році з радикальним дизайном, який відійшов від традиційного образу попередніх поколінь. Riviera виготовлялась у Лейк-Оріон, Мічиган на платформі G-body разом з Oldsmobile Aurora, Cadillac Seville та Buick Park Avenue. Перший з 41 422 Riviera, зроблених у 1995 році, зійшов з конвеєра 23 травня 1994 року.

### Двигуни
- 3.8L L36 Buick V6 205 к.с.
- 3.8L SC L67 Buick V6 225 к.с.
- 3.8L  SC L67 Buick V6 240 к.с.